# Melaky

Die Region Melaky liegt im Westen Madagaskars

Melaky ist eine der 22 Regionen Madagaskars. Es gehört zur (alten) Provinz Mahajanga im Westen der Insel und liegt an der Straße von Mosambik. Im Jahr 2004 lebten 175.500 Einwohner in der Region.

## Geographie
Die Region Melaky hat eine Fläche von 38.852 km². Hauptstadt ist Maintirano.

## Verwaltungsgliederung
Die Region Melaky ist in 5 Distrikte aufgeteilt:
- Ambatomainty
- Antsalova
- Besalampy
- Maintirano
- Morafenobe